# Antoin Sevruguin

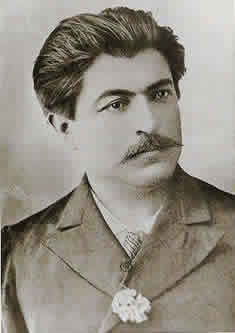
Antoin Sevruguin, Porträt

Unterschrift Antoines. Vermutlich ist das e auf Grund der Sprachübertragung und Rückübertragung in seiner offiziellen Schreibweise weggefallen

Antoin Sevruguin (russisch Антон Васильевич Севрюгин Anton Wassiljewitsch Sewrjugin; * 1851 in Teheran, Iran; † 1933 ebenda) war Ende des 19. und zu Beginn des 20. Jahrhunderts ein berühmter Fotograf im Iran.
Antoin war Hoffotograf der Kadscharen und gleichzeitig Inhaber eines der erfolgreichsten Studios in Teheran. Seine Dokumentationen der Gesellschaft unter den Kadscharen und der frühen Pahlavi-Dynastie bilden eine wichtige Quelle für das Studium der Geschichte, Kulturgeschichte und der hierarchischen Elemente der iranischen Gesellschaft jener Zeit.

## Leben
Antoin Sevruguin wurde als Sohn des aus Armenien stammenden russischen Botschafters Vassil de Sevruguin und dessen georgischen Frau Achin Khanoum in Teheran geboren. Nach einem Reitunfall und dem frühzeitigen Tod des Vaters zog die Familie nach Georgien, wo sich Antoin nach Beenden der Schule und dem Beginn eines Malstudiums für die Fotografie zu interessieren begann.

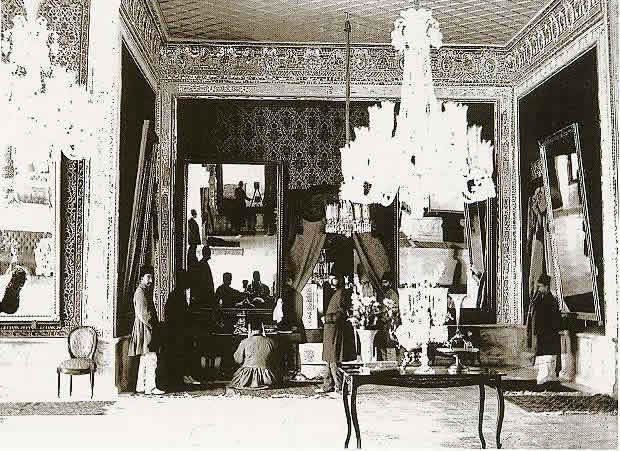
Innenansicht des Golestanpalasts, um 1860

Unter dem Einfluss des russischen Fotografen Dmitri Iwanowitsch Jermakow (1845–1916), der bereits den Iran, die Krim, Zentralasien und den Kaukasus bereist hatte, beschloss Antoin, seinerseits durch den Iran zu reisen und eine umfassende Bestandsaufnahme des Landes zu machen. Mit seinem Bruder Kolia besuchte er 1870 zunächst Āzarbāydschān und von dort aus Kurdistan und Luristan.
1883 gründete er mit seinem Bruder ein Fotostudio in der heutigen Firdawsi Avenue in Teheran. Es befand sich in unmittelbarer Nachbarschaft zu dem konstitutionell gesinnten Gouverneur von Rascht, Zahir-al Dawla.
Antoin heiratete die iranische Armenierin Louise Gourgenian, mit der er sieben Kinder hatte. Mit wachsendem Erfolg zog er das Interesse der Oberschicht auf sich und wurde schließlich an den Hof Nāser ad-Din Schahs berufen.
Auch international wurde man auf ihn aufmerksam. Der deutsche Historiker Friedrich Sarre (1865–1945) beauftragte ihn mit einer Expedition durch den Süden und Südwesten Irans, um achämenidische und sassanidische Felsengräber und Monumente zu fotografieren. Gemeinsam mit Ernst Herzfeld veröffentlichte er diese 1910.
Während der Konstitutionellen Revolution wurde Antoins Studio zerstört. Von den ursprünglich 7000 Bildern blieben lediglich 2000 erhalten, von denen wiederum ein Teil durch Reza Schah Pahlavi im Zuge seiner Modernisierungsmaßnahmen konfisziert wurden. Antoins Tochter Mary gelang es später, einige der Fotos zurückzugewinnen. 696 Glasnegative konnten insgesamt erhalten bleiben, die im Smithsonian zu sehen sind.
1933 starb Antoin an einer Niereninfektion und wurde in seinem Familiengrab in Teheran beigesetzt. Zu den bedeutendsten Sammlern seiner Fotos zählte der Schweizer Teppichhändler Emil Alpiger (1841–1905), der für den Winterthurer Händler Philipp Ziegler arbeitete und sich um 1870 in Sultanabad, dem heutigen Arak, niederließ. Seine Sammlung befindet sich heute im Besitz der Museums Rietberg in Zürich. 

## Themen und Stil
Neben einem umfassenden geschichtlichen und literarischen Interesse, widmete sich Antoin Sevruguins vor allem der persischen Miniaturmalerei, dem französischen Impressionismus und Rembrandt van Rijns Malerei, dessen Umgang mit Licht ihn besonders faszinierte.
Seine Fotos kennzeichnete ein Stil, der im Französischen als Type bezeichnet wird und der im Wesentlichen unterschiedliche Ethnien und deren Beschäftigung porträtiert. Diese informierten den Interessierten im In- und Ausland über regionale Trachten, regionales Handwerk, Religionen und Berufe. In Form von Postkarten wurden diese als Types persanes verkauft. Auch Museen interessierten sich für Antoins Arbeit, die ein umfassendes Bild der iranischen Gesellschaft und Architektur jener Zeit lieferte. Häufig signierte Antoin Sevruguin seine Bilder mit einem Logo an der Bildseite.

## Auszeichnungen
- 1897: Auszeichnung in Brüssel
- 1900: Auszeichnung in Paris
- Sonnen- und Löwenorden durch Nāser ad-Din Schah
- Titel Khan (Prinz), Antoin-Khan

## Ausstellungen
- 2002: Antoin Sevruguin. Historical photographs, Golestanpalast, Teheran[4]
- 2008/2009: Sevrugian. Bilder des Orients in Fotografie und Malerei 1880–1980, Museum der Weltkulturen, Frankfurt am Main. Katalog von Ulrike Krasberg
- 2024: Iran. Porträt eines Landes, Museum Rietberg, Zürich. Online

## Galerie

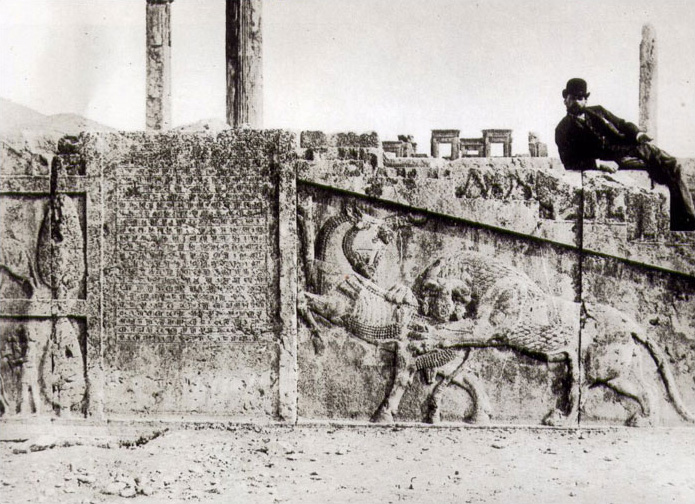
Persepolis
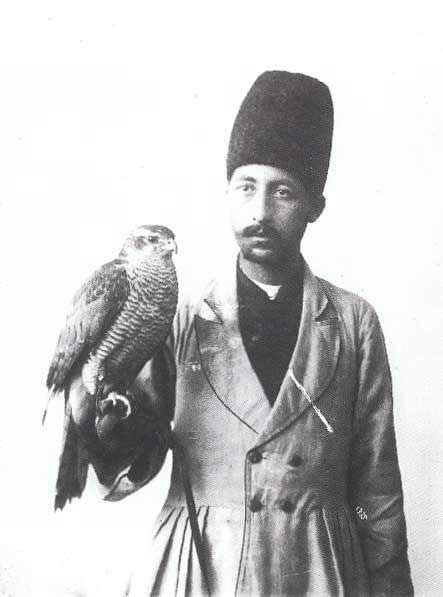
Mann mit Falke
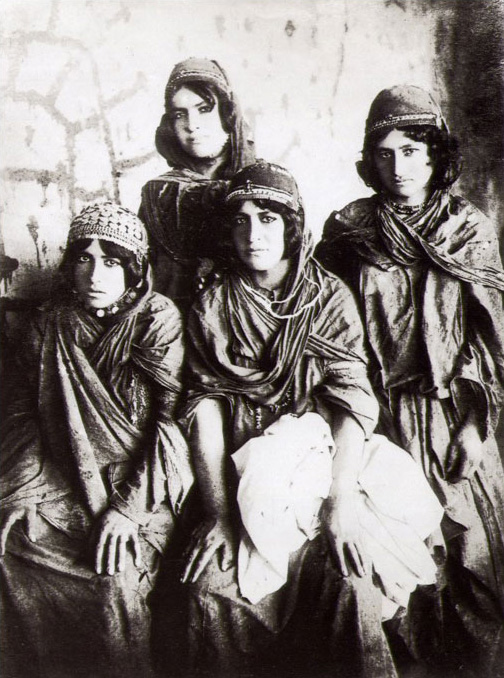
Kurdische Mädchen
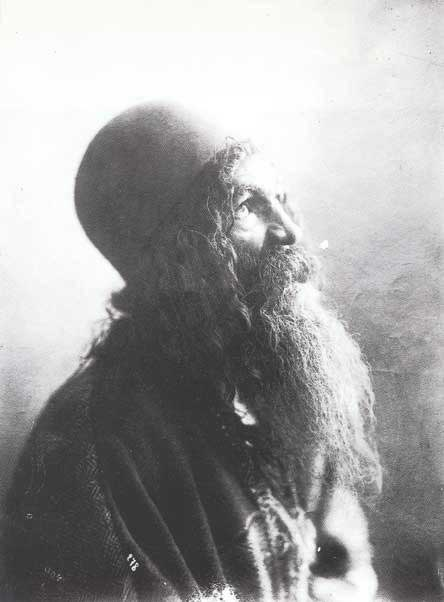
Darwisch
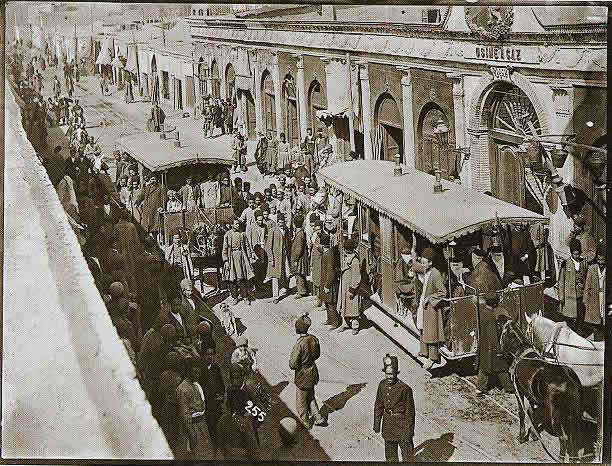
Straßenszene
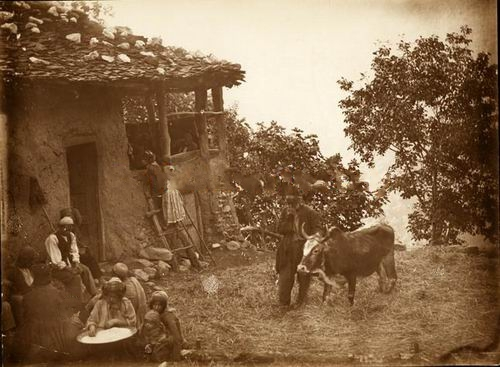
Auf dem Lande
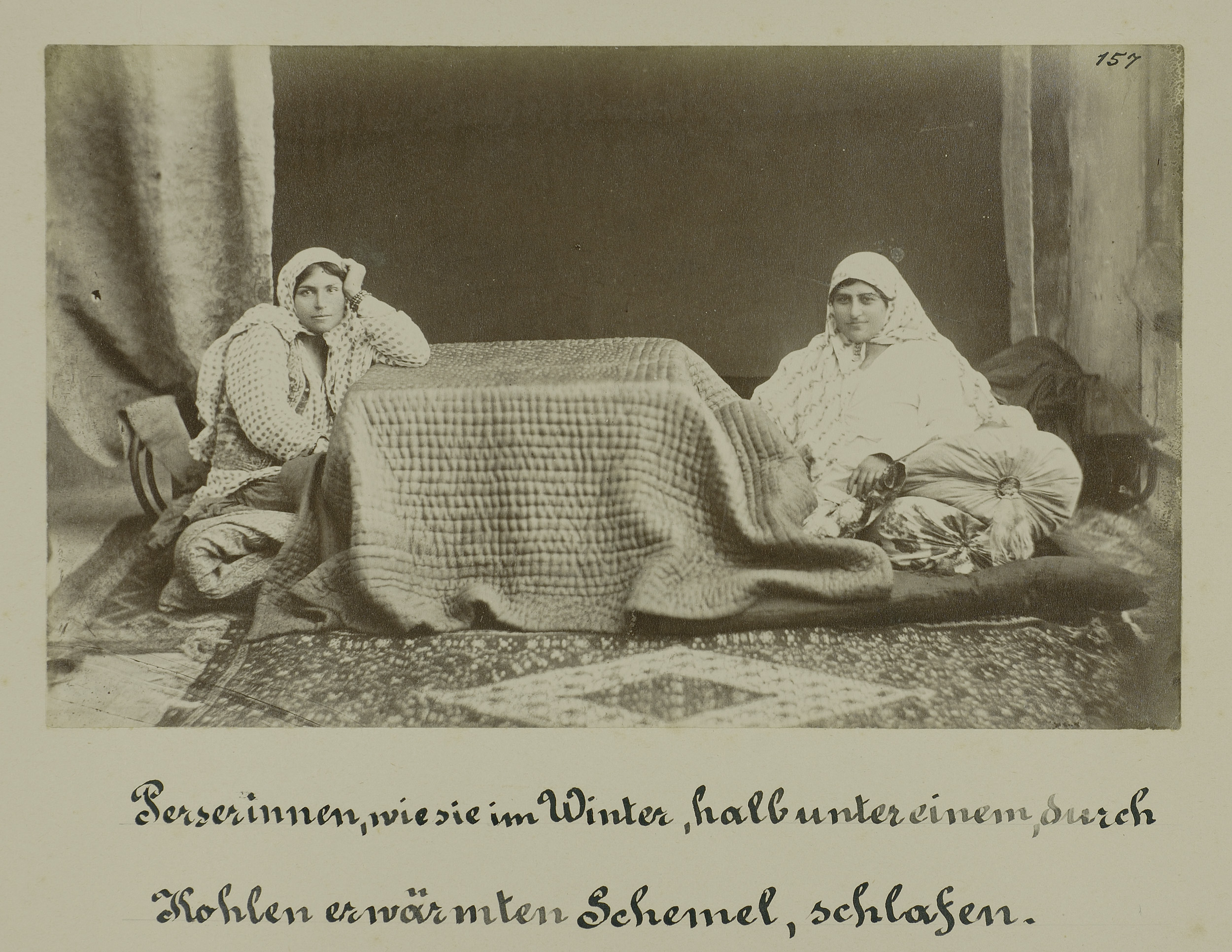
"Perserinnen, wie sie im Winter, halb unter einem, durch Kohlen erwärmten Schemel, schlafen"